# Ileana Gyulai-Drîmbă-Jenei
Ileana Gyulai-Drîmbă-Jenei, född 12 juni 1946 i Cluj-Napoca, Rumänien, död 25 augusti 2021 i Oradea, var en rumänsk fäktare.
Hon tog OS-brons i damernas lagtävling i florett i samband med de olympiska fäktningstävlingarna 1972 i München.
Hon tillhörde den ungerska minoriteten i Transsylvanien. 